# Andy Pando
Pour les articles homonymes, voir Pando.
Andy Robert Pando García, né le 28 juillet 1983 à Lima au Pérou, est un footballeur péruvien. Surnommé El Oso (« l'ours »), il évoluait au poste d'attaquant.

## Biographie
Andy Pando joue de 2002 à 2009 au sein de l'Universidad San Marcos en 2e division au Pérou (cédé en 2007 à l'Alianza Atlético). Après de brefs passages au CNI, Sporting Cristal et León de Huánuco entre 2010 et 2011, Pando s'engage avec le Real Garcilaso en 2012 et s'y distingue en devenant le meilleur buteur du championnat 2012 avec 27 buts marqués. Cela lui ouvre les portes de l'étranger puisqu'il signe pour l'UD Las Palmas (Espagne) en 2013.
Revenu rapidement au Pérou, il poursuit sa carrière à l'Universidad César Vallejo entre 2013 et 2014. Il jouera une deuxième fois pour ce club entre 2017 et 2018 au sein duquel il remporte le championnat du Pérou de 2e division en 2018. Entretemps, il a l'occasion de jouer à La Equidad en Colombie en 2015 – ce qui constitue sa deuxième expérience à l'étranger – suivi d'une pige à l'Alianza Lima l'année suivante.
Après des expériences à l'Unión Huaral (2019) et au Deportivo Municipal (2020), Pando termine sa carrière au CD Los Chankas (ex Cultural Santa Rosa) en 2021.

## Palmarès
| Universidad César Vallejo - Championnat du Pérou D2 (1) : - Champion : 2018. - Vice-champion : 2017. |  | Real Garcilaso - Championnat du Pérou : - Vice-champion : 2012. - Meilleur buteur : 2012 (27 buts). |  | Universidad San Marcos (es) - Championnat du Pérou D2 : - Vice-champion : 2006. |